# ヴォルタ州
ヴォルタ州（ヴォルタしゅう、英語: Volta Region）は、ガーナ南東部の州。
日本語ではボルタ州とも表記される。ヴォルタ湖の東に位置し、州都はホである。2021年の人口は1,659,040人。

## 隣接州
- グレーター・アクラ州
- イースタン州
- オティ州
- 高原州 (トーゴ)
- 沿岸州 (トーゴ)

## 郡
以下の18の郡で構成されている。
1. Adaklu District

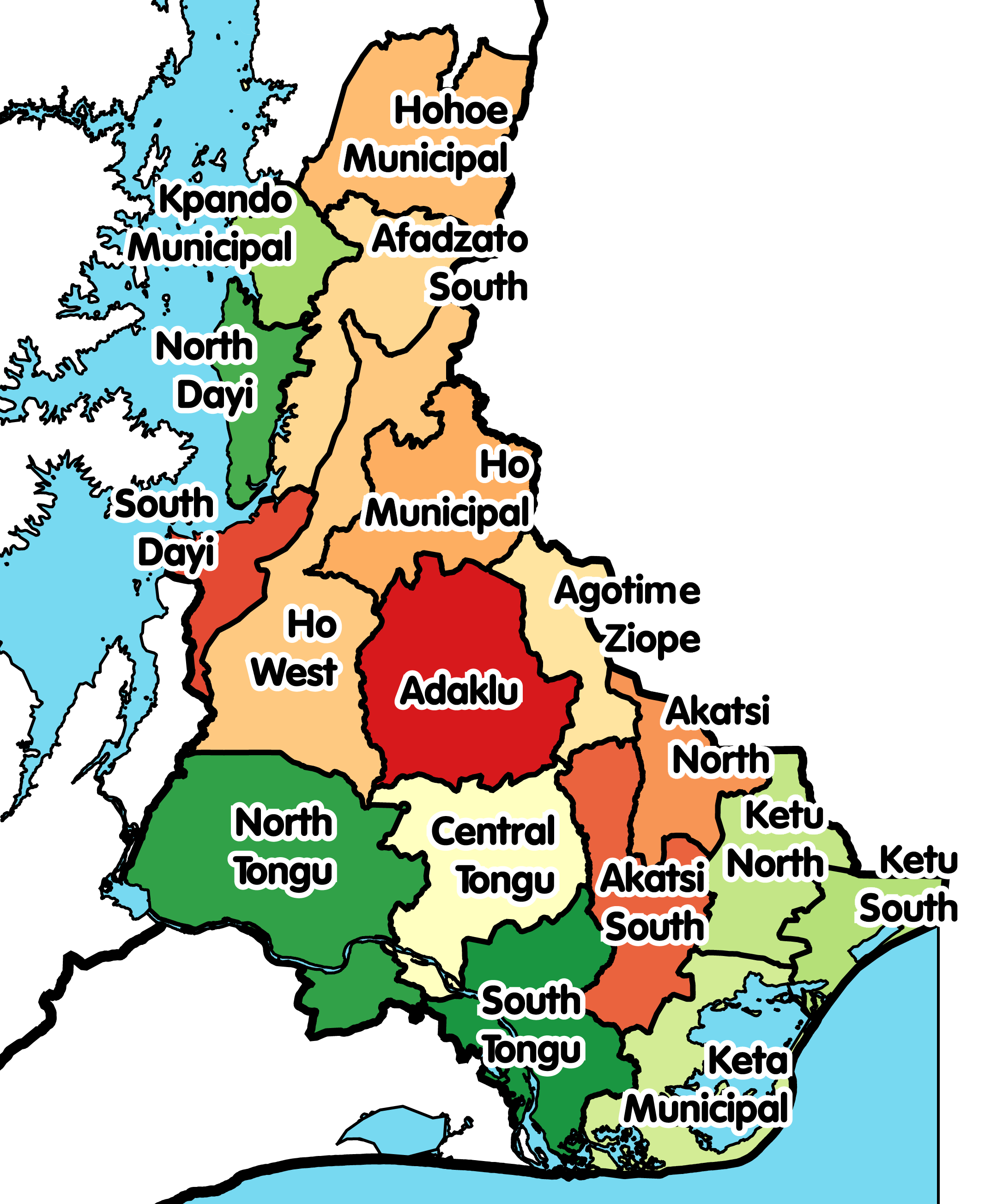
ヴォルタ州の郡

2. Afadzato South District
3. Agotime-Ziope District
4. Akatsi North District
5. Akatsi South District
6. Anloga District
7. Central Tongu District
8. Ho Municipal District
9. Ho West District
10. Hohoe Municipal District
11. Keta Municipal District
12. Ketu North Municipal District
13. Ketu South Municipal District
14. Kpando Municipal District
15. North Dayi District
16. North Tongu District
17. South Dayi District
18. South Tongu District

## 歴史
この州は、かつてのイギリス領トーゴランドの南部で、かつてのドイツ領トーゴラントの南西部である。
第一次世界大戦後にトーゴが英仏に分割され、西部はトランス・ヴォルタ・トーゴランド(Trans Volta Togoland)として、イギリスによってイギリス領黄金海岸の一部として統治された。
1955年に国際連合総会決議で住民投票の実施が議決され、翌年の住民投票で独立する黄金海岸(ガーナ)への統合が58%の支持で承認された。
1957年、トーゴランド南部とゴールド・コースト植民地のアンロ地区およびトング地区が合併し、ヴォルタ州が成立した。

## 人口
南部の中心的な民族はエウェ人、北部はアカン人である。